# Glauc de Quios
Glauc de Quios (en llatí Glaucus, en grec antic Γλαῦκος "Glaukos") fou un escultor grec natural de l'illa de Quios, destacat per ser l'inventor de l'art de soldar metall (κόλλησις).
La seva obra principal va ser una base de ferro (ὑποκρητηρίδιον segons Herodes Àtic, ὑπόθημα, segons Pausànies) que tenia un bol de plata al damunt, i que fou oferta al temple de Delfos per Aliates II de Lídia. Pausànies i Ateneu de Naucratis descriuen la base i diuen que figurava com si fos un camp, amb plantes i insectes esculpits. Deixen clar que utilitzava un sistema per unir els metalls diferent al que s'usava fins aleshores abans de l'invent de Glauc, amb ganxos i cordes. Plutarc també parla d'aquesta base i diu que era molt celebrada. L'habilitat de Glauc es va fer proverbial (Γλαύκου τέχνη, "l'habilitat de Glauc"). Esteve de Bizanci el fa de Samos, però és un error, ja que, si bé formava part de l'escola d'art de Samos, era nascut a Quios.